# Sh2-167
Sh2-167 est une petite nébuleuse en émission visible dans la constellation de Céphée.
Elle est située dans la partie orientale de la constellation, près de la frontière avec Cassiopée. La période la plus appropriée pour son observation dans le ciel du soir se situe entre les mois d'août et de janvier et elle est considérablement facilitée pour les observateurs situés dans les régions de l'hémisphère boréal, où elle se produit circumpolaire jusqu'aux régions tempérées chaudes.
Bien qu'initialement classée comme une nébuleuse planétaire, Sh2-167 est en fait une région H II éloignée, située sur le bras du Cygne à environ 6 400 pc (∼20 900 al). Trois sources de rayonnement lui sont associées. IRAS, coïncidant avec autant de nuages moléculaires avec émissions de CO, visibles aux micro-ondes,. Selon une étude de 2003, cette nébuleuse pourrait être trouvée à une distance beaucoup plus courte et pourrait être liée à la superbulle de vent stellaire associée à l'association OB Cassiopeia OB5.